# Titanattus sciosciae
Titanattus sciosciae es una especie de araña saltarina del género Titanattus, familia Salticidae. Fue descrita científicamente por Rubio, Baigorria & Stolar en 2021.
Habita en Argentina.